# Земляні гадюки (підродина)
Земляні гадюки (Atractaspidinae) — підродина отруйних змій родини Lamprophiidae. Має 2 роди та 24 види.

## Опис
Загальна довжина представників цієї підродини коливається від 22 до 75 см. Голова маленька, вкрита великими щитками, очі крихітні. Тулуб щільний, хвіст невеликий. Більшість видів мають великі порожнисті ікла. У деяких з них ікла можуть складатися. Забарвлення чорне, піщане, коричневе, буре кольори. Черево зазвичай біле або кремове.

## Спосіб життя
Полюбляють трав'янисту, чагарникову місцевість, напівпустелі. Активні вночі. Значний час проводять у шарі ґрунту. Харчуються зміями, ящірками, гризунами, земноводними.
Це яйцекладні змії.

## Розповсюдження
Мешкають в Африці та на Аравійському півострові.

## Роди
- Atractaspis
- Homoroselaps